# 지하철 박물관
지하철 박물관(地下鉄博物館 지카테쓰하쿠부쓰칸[*])은 일본에 있는 지하철 박물관이다. 도쿄도 에도가와구 히가시카사이 가사이역 고가 밑에 있는 도쿄 메트로를 전문으로 하는 박물관이다. 애칭은 지카하쿠(ちかはく)이다.